# 福州领事机构列表
清末，由於五口通商，福州府尚有日本、美国、英国、法国、荷兰、葡萄牙、西班牙、瑞典、挪威、丹麦、德国、俄国、奥地利、匈牙利、比利时、意大利、墨西哥共计十七国领事机构。自中华人民共和国主政福州，中華人民共和國中央人民政府及福州市人民政府当即宣布不承认各国同中華民國國民政府福州市政府的领事关系及其代表机构，各国相继裁撤领事馆。自此以後，福州市便開始很長時間沒有他國領事館的入駐。
2015年，福州市开始研议支持印尼、东帝汶两国在当地开设领事机构。2021年10月16日，福建省人民政府發表『《关于支持福州实施强省会战略的若干意见》政策解读』裡提出：“争取“一带一路”沿线国家在福州设立领事机构。”標誌著福州市將在關於領事館問題上做出進一步的計劃和部署。